# Adams (wieś)
Adams – wieś w Stanach Zjednoczonych, w stanie Nowy Jork, w hrabstwie Jefferson.